# Élő Isten Gyülekezete
Az Élő Isten Gyülekezete egy protestáns, szombatot ünneplő magyar karizmatikus szabadegyház, amely a 20. század első felében a hetednapi adventista közösségből alakult. A köznyelvben szombatos pünkösdisták-nak is nevezik őket.

## Története
Az 1920-as évek végén az adventista Lődi Lajos – aki missziós könyvek terjesztésével és árulásával foglalkozott – szakítva az egyházzal, a pünkösdi tanítások egyes tételeit ötvözve az adventista tanokkal kis csoportokat hozott létre. Az Élő Isten gyülekezete végül Cegléden alakult meg két Bibliát tanulmányozó csoport egyesüléséből; ebből az egyik a már említett Lődi csoportja volt, a másik a békéscsabai Francisztci Dániel csoportja. A felekezet harmadik alapítója az egykori reform-adventista Prepok Mihály, aki a Brit és Külföldi Bibliatársulat árusaként tevékenykedett. A tagság többsége pedig a pünkösdi mozgalomból érkezett. A közösség első vezetője Lődi Lajos lett.
Az 1930-as években  Baumann Béla, Baumann Sándor és Szendrei Kálmán lettek a gyülekezet meghatározó alakjai. Baumann Béla szervezte meg az első budapesti gyülekezetet az Orczy úton. Az 1930-as években Lődi javaslatára őt is választották meg országos vezetőnek.
Az új közösségek főleg az észak-dunántúli régióban (Komárom, Veszprém, Fejér megyék) terjedtek, majd később Pest és Heves megyékben is. A II. világháború előtt Budapesten, Cegléden, Törtelen, Dunakisvarsányban, Jakabszálláson, Apcon, Gyöngyöstarjánban, Békéscsabán, Úriban, Tápiószelén és Pécelen rendelkezett gyülekezetekkel és csoportokkal a felekezet. Az 1939-es kisegyházi betiltó rendelet után házaknál és a szabadban gyűltek össze.
Budapesten 1955-ben négy helyen volt a közösségnek imaháza. Központi imaház az Almássy téren volt.
A belső békét megbontva az MSZSZ állásfoglalása után Baumann Bélát megfosztotték a vezetői tisztségétől. Utódjául Lődi Lajost választották. Baumann igazolványát is visszavonták. Magatartásának miatt követőinek nagy része más vallási csoportokhoz csatlakozott. Baumann  megmaradt híveivel 1957-ben Ige Egyháza néven önálló felekezetet akart alapítani. Tagfelvételi kérelmét a SZET Egyeztető Bizottsága elutasította. Így összejöveteleik illegálisnak számítottak.
Lődi Lajos ellen támadás indult 1960-ban. Az Élő Isten Gyülekezetét belső feszültségek jellemezték az 1960-as évek végéig. Lődit valószínűleg 1965-ben leváltották tisztségéről; 1967-ben pedig Köpe Sándor és hívei váltak ki a felekezetből. A Gyülekezet szervezeti élete Csizmadia Dániel alatt szilárdult meg, aki az 1970-es évek elejétől vezette a közösséget.
A rendszerváltás előtt országosan 500-600 fő híve volt. 1995-től az egyház az Evangéliumi Szabadegyházak Szövetségének egyik alapító tagja lett.
2020 táján országosan négy gyülekezete ismert: Budapesten, a XXI. kerületben egy nagyobb és vidéken (Bicske, Apc, Úri) három kisebb létszámú.

## Hitelvek, gyakorlat
Az egyház hitelvei. a hívők élete :
- a Biblia, mint Isten kinyilatkoztatása. A Szentíráson kívül a tanításban semmiféle hagyomány, látomás, jövendölés nem kaphat helyet.[3]
- a Tízparancsolat érvényessége
- a szombat szentsége
- a Szentlélek vezetése általi élet
- Krisztusban való hit
- Krisztus második eljövetelének várása
- Isten kegyelme
- keresztség
- megtérés
- mértékletesség, a dohányzás tiltása stb.
- az állami törvények tiszteletben tartása